# Episodi di Cult
Cult è una serie televisiva statunitense creata da Rockne S. O'Bannon per il network The CW, trasmessa dal 19 febbraio 2013 al 12 luglio 2013. A causa dei bassi ascolti registrati, vennero trasmessi solo sette dei tredici episodi prodotti, mentre i restanti vennero trasmessi in mini maratone estive tra giugno e luglio 2013.
In Italia è stata trasmessa in prima visione dal 25 ottobre 2013 al 3 gennaio 2014 sul canale del digitale terrestre a pagamento Premium Action. In chiaro è stata trasmessa dal 7 luglio all'11 agosto 2014 su Italia 2.
| nº | Titolo originale               | Titolo italiano                  | Prima TV USA     | Prima TV Italia  |
| -- | ------------------------------ | -------------------------------- | ---------------- | ---------------- |
| 1  | You're Next                    | Il prossimo sei tu               | 19 febbraio 2013 | 25 ottobre 2013  |
| 2  | In the Blood                   | Patto di sangue                  | 26 febbraio 2013 | 25 ottobre 2013  |
| 3  | Being Billy                    | Io sono Billy                    | 8 marzo 2013     | 1º novembre 2013 |
| 4  | Get with the Program           | L'iniziazione                    | 15 marzo 2013    | 1º novembre 2013 |
| 5  | The Kiss                       | Il bacio                         | 22 marzo 2013    | 8 novembre 2013  |
| 6  | The Good Fight                 | Una cura per Skye                | 29 marzo 2013    | 15 novembre 2013 |
| 7  | Suffer the Children            | Un passato difficile             | 5 aprile 2013    | 22 novembre 2013 |
| 8  | The Devil You Know             | Il male minore                   | 28 giugno 2013   | 29 novembre 2013 |
| 9  | Off to See the Wizard          | Il mago                          | 28 giugno 2013   | 6 dicembre 2013  |
| 10 | The Prophecy of St. Clare      | La profezia di Santa Chiara      | 5 luglio 2013    | 13 dicembre 2013 |
| 11 | Flip the Script                | Cambio di sceneggiature          | 5 luglio 2013    | 20 dicembre 2013 |
| 12 | 1987                           | 1987                             | 12 luglio 2013   | 27 dicembre 2013 |
| 13 | Executive Producer: Steven Rae | Produttore esecutivo: Steven Rae | 12 luglio 2013   | 3 gennaio 2014   |